# Phymatodes oregonensis
Phymatodes oregonensis là một loài bọ cánh cứng trong họ Cerambycidae.